# Campionato italiano di calcio da tavolo 1983
Il nono campionato italiano di Subbuteo agonistico (calcio da tavolo) venne organizzano dalla F.I.C.M.S. a Montecatini Terme nel 1983. La gara fu suddivisa nella categoria "Seniores" e nella categoria "Juniores". Quest'ultima riservata ad i giocatori "Under16".

## Medagliere
| Pos. | Regione        |   |   |   | Totale |
| ---- | -------------- | - | - | - | ------ |
| 1    | Emilia-Romagna | 1 | 0 | 0 | 1      |
| 2    | Calabria       | 1 | 0 | 0 | 1      |
| 3    | Liguria        | 0 | 2 | 0 | 2      |
| 4    | Sardegna       | 0 | 0 | 1 | 1      |
| 5    | Puglia         | 0 | 0 | 1 | 1      |

## Risultati

### Categoria Seniores

#### Girone A
- Davide Massino - Shulmers 1-0
- Pasquale Bartolo - Raffaele Allocca 2-4
- Davide Massino - Pasquale Bartolo 2-0
- Shulmers -  Raffaele Allocca 0-1
- Davide Massino - Raffaele Allocca 3-1
- Shulmers - Pasquale Bartolo 1-2

#### Girone B
- Paolo Pezzopane - Renzo Frignani 0-3
- Pianella - Bartolomei 1-0
- Paolo Pezzopane - Pianella 1-0
- Renzo Frignani - Bonifacio 5-0
- Paolo Pezzopane - Bartolomei 3-0
- Pianella - Bonifacio 3-3
- Paolo Pezzopane - Bonifacio 0-1
- Renzo Frignani - Bartolomei 7-0

#### Girone C
- Mendolia - Marco Baj 0-3
- Giuseppe Ogno - Fabrizio Sonnino 1-1
- Mendolia - Giuseppe Ogno 0-4
- Marco Baj - Fabrizio Sonnino 3-2
- Mendolia - Fabrizio Sonnino 0-5
- Giuseppe Ogno - Marco Baj 1-1

#### Girone D
- Salvatore Cundari - Edoardo Bellotto 1-1
- Valerio Placanica - Stefano De Francesco 2-0
- Salvatore Cundari - Valerio Placanica 2-0
- Edoardo Bellotto - Stefano De Francesco 0-1
- Salvatore Cundari - Stefano De Francesco 0-0
- Edoardo Bellotto - Valerio Placanica 0-2

#### Quarti di finale
- Davide Massino - Bonifacio 4-1
- Raffaele Allocca- Renzo Frignani 1-7
- Marco Baj - Salvatore Cundari 3-2
- Giuseppe Ogno - Valerio Placanica 1-0

#### Semifinali
- Davide Massino - Marco Baj 2-1
- Renzo Frignani - Giuseppe Ogno 2-1

#### Finali
Finale 7º/8º posto
Valerio Placanica - Bonifacio Stefano 4-0
Finale 5º/6º posto
Raffaele Allocca - Salvatore Cundari 2-1
Finale 3º/4º posto
Giuseppe Ogno - Marco Baj 3-1
Finale 1º/2º posto
Renzo Frignani - Davide Massino 3-1

### Categoria Juniores

#### Girone A
- Licastri - Francesco Quattrini 0-3
- Massimo Averno - Farnelli 4-1
- Licastri - Massimo Averno 0-6
- Francesco Quattrini - Farnelli 1-1
- Licastri - Farnelli 0-2
- Massimo Averno - Francesco Quattrini 3-0

#### Girone B
- Faldetta - Paolo Esposito 3-3
- Andrea Sanavio - Antonio Montuori 2-0
- Faldetta - Andrea Sanavio 0-2
- Paolo Esposito - Gianluca Presutti 3-1
- Faldetta - Antonio Montuori 3-2
- Andrea Sanavio - Gianluca Presutti 1-1
- Faldetta - Gianluca Presutti 3-2
- Paolo Esposito - Antonio Montuori 5-2
- Paolo Esposito - Andrea Sanavio 3-1
- Antonio Montuori - Gianluca Presutti	4-4

#### Girone C
- Antonello Damarco - Simone Motola 0-4
- Guido Corso - Gianluigi Perfetti 2-2
- Antonello Damarco - Guido Corso 1-2
- Simone Motola - Gianluigi Perfetti 1-2
- Antonello Damarco - Gianluigi Perfetti 0-5
- Simone Motola - Guido Corso 1-1

#### Girone D
- Comparotto - Migliavacca 0-0
- Roberto Coen - Valentino Spagnolo 0-8
- Comparotto - Roberto Coen 7-2
- Migliavacca - Valentino Spagnolo 0-1
- Comparotto - Valentino Spagnolo 0-4
- Migliavacca - Roberto Coen 7-1

#### Quarti di finale
- Massimo Averno - Andrea Sanavio 4-2
- Francesco Quattrini - Paolo Esposito 2-0
- Gianluigi Perfetti - Migliavacca 2-1
- Valentino Spagnolo - Guido Corso 5-3 d.t.s.

#### Semifinali
- Massimo Averno - Gianluigi Perfetti 6-2
- Valentino Spagnolo - Francesco Quattrini 3-2 d.t.s.

#### Finali
Finale 7º/8º posto
Guido Corso - Andrea Sanavio 3-1
Finale 5º/6º posto
Paolo Esposito - Migliavacca 3-2
Finale 3º/4º posto
Gianluigi Perfetti - Francesco Quattrini 5-1
Finale 1º/2º posto
Massimo Averno - Valentino Spagnolo 3-2